# Banū Mūsā
Die Banū-Mūsā (بنو موسی) sind drei persische Gelehrte und Brüder, die im 9. Jahrhundert in Bagdad wirkten. Sie sind durch Bücher über Geometrie, Astronomie und mechanische Erfindungen (Maschinen) bekannt. Sie gelten als Mitbegründer der islamischen mathematischen Tradition und als einige der frühesten Mathematiker, die die griechische Mathematik fortsetzten.
Ihre Namen waren Jafar Muḥammad ibn Mūsā ibn Shākir (vor 803 – Januar oder Februar 873), Aḥmad ibn Mūsā ibn Shākir (geboren und gestorben im 9. Jahrhundert) und Al-Ḥasan ibn Mūsā ibn Shākir (geboren und gestorben im 9. Jahrhundert). Ihre wissenschaftlichen Arbeiten sind schwer zu trennen. Der älteste der drei Brüder Muhammad scheint der bedeutendste der Brüder gewesen zu sein. Er arbeitete wie al-Hasan besonders über Geometrie, aber auch in Astronomie. Ahmad befasste sich vor allem mit Mechanik.

## Leben
Der Name Banū Mūsā bedeutet wörtlich Söhne von Moses. Sie waren die Söhne von Mūsā ibn Shākir, einem Astrologen und Astronomen, der in seiner Jugend Straßenräuber war, für den damaligen Gouverneur von Chorasan und späteren Kalifen in Bagdad al-Ma'mūn (er regierte 813–833) wirkte und mit diesem befreundet war. Er lebte in Merw und vertraute seine drei Söhne nach seinem Tod Al-Mamun an. Al-Mamun war selbst sehr an der Wissenschaft interessiert und hatte deshalb das Haus der Weisheit als gelehrtes Zentrum gegründet. Nachdem er ihre wissenschaftliche Begabung erkannte, ließ al-Mamun die Brüder im Haus der Weisheit in Bagdad ausbilden. Dort erwarben und übersetzten sie griechische Manuskripte philosophischen und wissenschaftlichen Inhalts. Da sie später sehr wohlhabend waren, setzten sie für den Erwerb kostspieliger Manuskripte und die Übersetzungsarbeit auch eigene Mittel ein.
Im Haus der Weisheit wirkten auch der Mathematiker al-Chwarizmi (bekannt für seine Algebra), der Euklid-Übersetzer al-Haggag ibn Yusuf und der Philosoph al-Kindī. Die Banu-Musa-Brüder waren die führenden Wissenschaftler mit al-Chwarizmi und arbeiteten mit Hunayn ibn Ishaq (ein führender Übersetzer medizinischer Werke) und Thābit ibn Qurra (den sie an das Haus der Weisheit holten und der Euklid und Apollonios von Perge übersetzte) zusammen. Muhammad war eng mit Hunayn befreundet. Auch unter den auf al-Mamun folgenden Kalifen wirkten die Banu-Musa-Brüder im Haus der Weisheit. Unter dem ab 847 regierenden Kalifen al-Mutawakkil kam es zu Streitereien im Haus der Weisheit, bei denen die Banu-Musa-Brüder gegen al-Kindī Partei nahmen. Sie erwirkten, dass dieser beim Kalifen in Ungnade fiel.

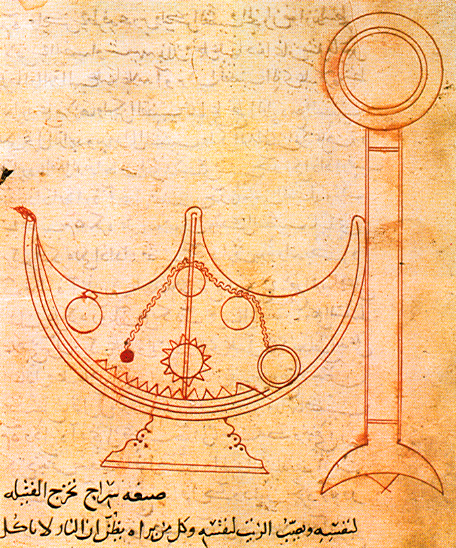
Selbstregulierende Lampe in einem arabischen Manuskript ihres Buchs der Erfindungen

## Werk
Ihr bekanntestes Werk ist das Buch der Messung ebener und sphärischer Figuren (Kitab marifat masakhat al-ashkal), das Ergebnisse von Archimedes (Die Kreismessung, Über Kugel und Zylinder) enthält und diese auch weiterentwickelt. Manuskripte des Buches sind in Oxford, Paris, Berlin, Istanbul und Rampur in Indien. Es wurde von Gerhard von Cremona im 12. Jahrhundert ins Lateinische übersetzt als Verba filiorum (Liber trium fratum de geometria), wovon Manuskripte in Paris, Madrid, Basel, Toruń und Oxford erhalten sind. Sie verwendeten in dem Buch die auch von Archimedes benutzte Exhaustionsmethode von Eudoxos, zum Beispiel, um eine von Archimedes abweichende Methode zur Kreismessung anzugeben, und interpretierten geometrische Aussagen über Flächen und Volumina im Gegensatz zur griechischen Überlieferung (die das Verhältnis der Flächen und Volumina verschiedener Körper zueinander untersuchte) mit konkreten Zahlenwerten. Das Buch enthielt auch den Satz des Heron, den sie Archimedes zuschrieben und ein Verfahren zur Dreiteilung des Winkels, wobei sie sich einer kinematischen Methode bedienen. Von ihnen stammt auch eine Ausgabe der Kegelschnitte von Apollonios, darunter die einzige erhaltene Überlieferung der Bücher V bis VII. Die Brüder lieferten einen Kommentar, die von ihnen dazu angeregte Übersetzung ins Arabische stammt von Thabit ibn Qurra (Buch V bis VII) bzw. Hilal al-Himsi (Buch I bis IV).
Als Astronomen machten sie zum Beispiel Breitenbestimmungen im Auftrag des Kalifen, Längenbestimmungen aus der Beobachtung von Mondfinsternissen gleichzeitig in Bagdad und Samarra und bestimmten die Jahreslänge. Von Muhammad stammen mehrere Bücher über Astronomie, darunter über die Bewegung der Himmelssphären, in der er Claudius Ptolemäus kritisiert.
Ihr Buch der Erfindungen (Kitab al-Hiyal) von 850 führte ungefähr einhundert Apparate mit Illustrationen auf, darunter auch viele Automaten. Teilweise waren sie von Heron von Alexandria und Philon von Byzanz inspiriert, aber auch von persischen, indischen und chinesischen Quellen und das Buch enthielt viele eigene Erfindungen insbesondere zu Kontrollmechanismen von Automaten. Es stammt von Ahmad und Manuskripte sind in Berlin und im Vatikan.
Sie schrieben fast zwanzig Bücher, die meisten (bis auf drei) sind aber verloren. Darunter war ein Kommentar zu den Kegelschnitten des Apollonios und ein Buch über Musiktheorie.

## Schriften
- Donald Routledge Hill (Übersetzer): Banu Musa: The book of ingenious devices (Kitāb al-ḥiyal). Dordrecht, Reidel, 1979
  - arabische Ausgabe herausgegeben von Ahmad Y. al-Hassan, Aleppo, Institute for the History of Arabic Science 1981
- Die englische Übersetzung und lateinische Ausgabe von Gerhard von Cremona der Verba filiorum ist in Marshall Claggett Archimedes in the Middle Ages, Band 1, The Arabo-Latin Tradition, Madison, The University of Wisconsin Press 1964, S. 223–367.
  - Die arabische Ausgabe erschien 1940 in Hyderabad: Rasaʾil al-Ṭūsī